# 惡魔城系列角色列表
惡魔城系列角色為日本電玩公司科樂美的作品─惡魔城系列下所有架空角色的一覽表。

## 惡魔城年代大事
項目有表記者，為外傳劇情。
(某些角色在正傳跟外傳均有出現，實則並非同一人)
- 1046年
  - 里納爾多・甘道菲誕生。
- 1062年
  - 馬提亞斯・克洛克維斯特誕生。
- 1072年
  - 里昂‧貝爾蒙多誕生。
- 1076年
  - 莎拉‧特蘭托爾誕生。
- 1088年
  - 里昂‧貝爾蒙多進入騎士團。
- 1089年
  - 里納爾多・甘道菲與瓦爾特‧貝恩哈特戰鬥後落敗，其妻女早已被瓦爾特所玩弄後被賜死。
- 1093年
  - 伊莉莎貝塔・克洛克維斯特去世。
- 1094年 - 惡魔城 無罪的嘆息
  - 里昂‧貝爾蒙多拋棄男爵爵位，成為吸血鬼獵人。为了解救未婚妻莎拉，去往统治名为「永恒黑夜」的森林的吸血鬼「华特伯恩哈德」的城堡。[1]
  - 馬提亞斯・克洛克維斯特吸收瓦爾特‧貝恩哈特的魂成為吸血鬼，改名弗拉德‧戴普斯─即德古拉。
  - 莎拉‧特蘭托爾因吸血鬼化（被咬）在即，要求未婚夫里昂以鍊金術之鞭賜與死亡而去世。
  - 瓦爾特‧貝恩哈特因與里昂戰鬥、受傷後被第三者馬提亞斯吸收大半力量，以及死神背叛下滅亡。
  - 貝爾蒙多一族代代相傳的聖鞭─吸血鬼殺手誕生。
- 1094年-1476年間
  - 艾德烈‧菲倫海斯‧戴普斯（正傳中的艾卡多）誕生。
- 1433年
  - （索妮亞‧貝爾蒙多誕生。）
- 1450年 - （惡魔城 漆黑前奏曲）
- 1453年
  - 艾薩克誕生。
- 1455年
  - 海克特誕生。
  - 莉莎‧菲倫海斯離開家庭後，為了學習醫藥知識來到德古拉身邊。
- 1456年
  - 拉爾夫・C・貝爾蒙多(歐美版:特雷沃‧貝爾蒙多)誕生。
- 1459年
  - 茱莉亞‧拉佛蕾茲誕生。
- 1475年
  - 莉莎‧菲倫海斯因研究醫藥知識而被誤認為魔女，被人間社會處以火刑後去世。
- 1476年 - 惡魔城傳說
  - 海克特因人間道德跟理念，暗地走人而背叛德古拉。
  - 拉爾夫・C・貝爾蒙多受东方正教会委托，和德古拉伯爵之子阿鲁卡多联手对抗包括吸血鬼在内妖魔。[1]之后拉爾夫・C・貝爾蒙與賽法‧貝爾南堤斯在德古拉一役後結婚，而阿鲁卡多因弒親父而感矛盾心痛，回歸棺材。
- 1476年-1479年間
  - 羅莎莉(海克特之戀人)因艾薩克的情報操作，被誤認為魔女而處刑後去世。
- 1479年 - 惡魔城 闇之咒印
  - 拉爾夫安置好家庭後回到惡魔城，與海克特戰鬥後雙方結盟，在城裡落單時慘遭艾伊薩克背刺，茱莉亞療傷後送回其家。
  - 艾薩克與因復仇而歸來的海克特多次戰鬥，最後以自身奉獻方式將德古拉復活，其主被打敗後艾薩克也因肉體無力而死亡。
- 1576年 - 德古拉傳說、德古拉傳說 重生
  - 德古拉因為時間成熟而復活，年輕的克里斯多法‧貝爾蒙多追隨先祖腳步而討伐仇敵。
  - 克里斯多法之子，瑟雷優‧貝爾蒙多誕生。
- 1591年 - 德古拉傳說II
  - 瑟雷優‧貝爾蒙多於15歲的成人式時突然失蹤（被德古拉之魂綁架），克里斯多法成功救回其子。
- 1600年代 -（惡魔城 影之命令）
  - （羅漢‧克勞薩企圖使德古拉復活，戴斯摩德將其消滅後並再次打倒德古拉。）
- 1666年 -（惡魔城 蘇生的水平）
  - （黑暗女公爵乘貝爾蒙多一族沒有人能使用聖鞭「吸血鬼殺手」令德古拉復活。正義勢力（截至中止開發前科樂美沒公佈身分）從過去和未來召喚了各一位貝爾蒙特家族的吸血鬼獵人。）
- 1669年
  - 西蒙‧貝爾蒙多誕生。
- 1691年 - 惡魔城、超級惡魔城4、鬧鬼之城、惡魔城年代記
  - 西蒙‧貝爾蒙多挑戰德古拉成功，德古拉在死前下了一道詛咒予西蒙。
  - 賽蓮娜於婚禮途中被德古拉綁架。
- 1698年 - 惡魔城II 詛咒的封印
  - 西蒙為破解自身的時間死亡詛咒，跑遍羅馬尼亞蒐集德古拉遺骸，手動復活仇敵後打敗之，詛咒成功被破解。
- 1730年
  - 西蒙之孫，吉斯特‧貝爾蒙多誕生。
- 1746年
  - 馬克西姆‧昆西進行修行旅行。
- 1748年 - 惡魔城 白夜協奏曲
  - 莉蒂‧艾爾蘭潔在滿月之夜中忽然失蹤，吉斯特與負傷回來的馬克西姆闖進不明來歷的惡魔城。
  - 事實是馬克西姆修行時拾到德古拉遺骸，被其靈魂所操控，衍生出黑暗人格，其黑暗人格企圖以莉蒂作為令德古拉復活之貢品。
  - 馬克西姆本人為了保護莉蒂，而用被操控期間所得之黑暗力量創造城堡，把莉蒂藏於其中的安全地方。為了阻礙黑暗人格找出莉蒂，馬克西姆把自己的記憶消除，因此連事件起因也完全忘記。
- 1773年
  - 里希達‧貝爾蒙多、提拉誕生。
- 1775年
  - 安妮特‧里納德、艾莉絲誕生。
- 1777年
  - 丹尼拉誕生。
- 1780年
  - 瑪莉亞‧里納德誕生。
- 1790年
  - 巴洛誕生。
- 1792年 - 惡魔城X 血之輪迴、惡魔城XX、惡魔城X年代記
  - 瑪莉亞‧里納德、安妮特‧里納德、提拉、艾莉絲遭德古拉綁架，夏福特在戰後未完全滅亡，德古拉被打敗。
  - 瑪莉亞‧里納德的四神之力覺醒。
  - 尼可萊誕生。
- 1796年 
  - 里希達‧貝爾蒙多在滿月之夜失蹤。
- 1797年 - 惡魔城X 月下夜想曲
  - 艾卡多在睡眠中被強大力量的反應震醒。
  - 夏福特之魂完全滅亡。
  - 里希達‧貝爾蒙多因自身疏失而深感過錯，遂將吸血鬼殺手託付給親戚家族─莫理斯一族。
- 1800年間
  - （維克特‧貝爾蒙多活躍著。）
- 1802年
  - （查理・文森特誕生。）
- 1812年
  - 歐根誕生。
- 1814年
  - 雅各誕生。
- 1817年
  - 艾莉娜誕生。
- 1820年 
  - （莫理斯‧伯德溫與尼森‧葛雷弗斯的雙親將德古拉封印。）
- 1822年
  - 伊翁誕生。
- 1824年
  - 馬塞爾誕生。
- 1827年 
  - （萊因哈特・修奈特誕生。）
- 1828年 
  - 喬治誕生。
- 1830年 -（惡魔城 月輪）
  - （莫理斯‧伯德溫率領其子修與尼森討伐德古拉，其兒被卡蜜拉誘惑自己也被打敗，後來尼森解救一切。）
- 1832年
  - （羅潔誕生。）
- 1836年
  - 亞伯蘭誕生。
- 1838年
  - 艾伯斯、蘿拉誕生。
- 1840年
  - （凱莉‧賀南迪茲誕生。）
- 1842年
  - 夏諾雅誕生。
  - （米哈爾‧修奈特去世。）
  - （萊因哈特‧修奈特展開長達10年的森林修行。）
- 1844年 -（惡魔城 默示錄外傳）
  - （馬魯斯誕生。）
- 1845年
  - 摩妮卡誕生。
- 1852年 -（惡魔城 默示錄）
  - 塞爾吉誕生。
- 1854年
  - 安娜誕生。
- 1862年 - 惡魔城 被奪走的刻印
  - 為了解放德古拉，巴洛奉獻出自己的生命與魔力成功破壞聖櫃的封印。
  - 做為使用「統治者」刻印的代價，艾伯斯代替夏諾雅奉獻自己的靈魂而消滅。
- 1892年
  - 艾利克‧利卡德誕生。
- 1895年 
  - 強尼‧莫理斯誕生。
- 1897年 
  - 德古拉伯爵入侵大英帝国，昆西・莫理斯和亚伯拉罕凡赫辛一同对抗吸血鬼。[1]昆西・莫理斯因討伐德古拉，並於同年早逝。
- 1912年
  - 文森‧德利安誕生。
- 1917年 - VAMPIRE KILLER
  - 伊莉莎白‧巴托里的力量完全覺醒，并引起第一次世界大战。[1]隨後於與兩位吸血鬼獵人的戰鬥中滅亡。
- 1917年-1944年間
  - 強尼‧莫理斯因消耗太多力量，壽命大減而早逝。
- 1923年
  - 史黛拉‧利卡德、羅蕾塔‧利卡德誕生。
- 1926年
  - 喬納森‧莫理斯誕生。
- 1928年
  - 夏綠蒂‧歐琳誕生。
- 1944年 - 惡魔城 迷宮迴廊
  - 艾利克‧利卡德被布勞爾打敗，最後傷重死亡，惡魔城滅亡後靈魂順利昇天。
  - 布勞爾與喬納森、夏綠蒂戰鬥後，在傷痛中被死神處以致命一擊而滅亡，隨後德古拉與死神一同被打敗。
- 1980年
  - 尤里烏斯‧貝爾蒙多誕生。
- 1999年8月11日
  - 尤里烏斯‧貝爾蒙多在艾卡多及白馬神社的神主等人協助下，利用當天日全蝕的機會完全消滅德古拉，將德古拉的力量與魂分開，同時失去了記憶和吸血鬼殺手。
  - 艾卡多收起力量偽裝成普通人，領日本姓名在日本的情報機關工作
  - 德古拉正式滅亡。
  - 葛拉漢姆‧瓊斯、達利歐‧伯希、德米特利‧布里諾弗誕生。
- 2001年
  - 哈瑪誕生。
- 2010年
  - 賽莉亞‧佛特娜誕生。
- 2011年
  - 洋子‧貝爾南堤斯誕生。
- 2017年
  - 來須蒼真、白馬彌那誕生。
- 2035年 - 惡魔城 曉月圓舞曲
  - 葛拉漢姆‧瓊斯去世。
  - 尤里烏斯‧貝爾蒙多重拾記憶和吸血鬼殺手。
- 2036年 - 惡魔城 蒼月十字架
  - 德米特利‧布里諾弗、賽莉亞‧佛特娜去世。

## 闇影主宰年代大事
由於Konami官方已表明闇影主宰系列為平行世界與其他惡魔城無任何關係，並另立新世界觀。
- 1047年- （惡魔城 闇影主宰）
  - （加百列‧貝爾蒙多獲得闇影主宰之力後，成為德古拉。）
- 1072年 - （惡魔城 闇影主宰 宿命魔鏡）-特雷沃篇
  - （特雷沃‧貝爾蒙多被德古拉擊敗而死，然而得知他的身份後(即其兒子)的德古拉將他轉化為吸血鬼，自此改名為艾卡多。）

- 1103年 - （惡魔城 闇影主宰 宿命魔鏡）-西蒙、艾卡多篇
  - （西蒙‧貝爾蒙多與甦醒的艾卡多擊敗德古拉，然而雙方並沒有相認。）
- 1547年- （惡魔城 闇影主宰2）
  - （加百列‧貝爾蒙多以一人之力全滅光明教團，但失去德古拉之力。）
- 2057年- （惡魔城 闇影主宰2）
  - （加百列‧貝爾蒙多重拾德古拉之力，並令撒旦完全滅亡。）

## 惡魔城角色一覽
項目有表記者，為外傳角色。

### 吸血鬼獵人

#### 貝爾蒙多一族
为专门挥舞退魔圣鞭，与吸血鬼对抗战斗的家族。从1094年「里昂贝尔蒙多」从炼金师「里纳尔多嘉释费」手上得到退魔鞭，为了解救未婚妻莎拉，去往统治名为「永恒黑夜」的森林的吸血鬼「华特伯恩哈德」的城堡开始，贝尔蒙多家族开始对抗吸血鬼。
里昂‧貝爾蒙多（レオン・ベルモンド）
登場作品：惡魔城 無罪的嘆息
現在歷史設定上最早的貝爾蒙多一族開山始祖，首位向黑暗力量挑戰的英雄。原十字軍騎士團成員，並且被封為男爵；為了拯救被擄走的未婚妻，毅然拋棄爵位。在無法拯救回莎拉的性命後，發誓世世代代永遠都將要狩獵夜之一族。
配音：神奈延年（惡魔城 無罪的嘆息）
〈索妮亞‧貝爾蒙多〉(ソニア・ベルモンド)
登場作品：惡魔城 漆黑前奏曲、惡魔城 蘇生的水
貝爾蒙多一族開山始祖的後代孫女，和艾卡多育有一子；後來此二設定被刪去，僅保留其為拉爾夫‧C‧貝爾蒙多之母的設定。擁有將火球從鞭子先端射出的能力。
拉爾夫‧C‧貝爾蒙多（ラルフ・C・ベルモンド）(日) / 特雷沃.C.貝爾蒙多 (Trevor.C.Belmont)(美)
初登場作品：惡魔城傳說
由於貝爾蒙多一族的強大力量，為人們所排斥著。但在德古拉黑暗勢力的威脅下，他還是不計前嫌的去解救；死戰之後，羅馬尼亞地區的人們尊他為英雄，同時也開始了貝爾蒙特一族的傳奇。雖然在那次的死戰後，臉和胸口都留下了傷痕，但正義之心依舊不變。為了調查惡魔精鍊士的異動，再次前往瓦爾哈拉；卻遭到伊薩克的攻擊而導致重傷，幸而最後是平安無事。
他也是第一個向德古拉挑戰的人物，事後他也成了英雄，記於特蘭斯法尼亞的史書上。
在惡魔城X 月下夜想曲和惡魔城 迷宮迴廊中有殭屍偽裝而成的拉爾夫出現在玩家面前。
歐美版本的名字是特雷沃，是系列作中唯一有更變名字的角色。
配音：増谷康紀（惡魔城 闇之咒印）、近藤隆（惡魔城 審判）
克里斯多福‧貝爾蒙多（クリストファー・ベルモンド）
登場作品：德古拉傳說、德古拉傳說II、德古拉傳說 重生
頭一個對決德古拉兩次的傳奇人物，擁有將火球從鞭子先端射出的能力。
瑟雷優‧貝爾蒙多（ソレイユ・ベルモンド）
登場作品：德古拉傳說II
克里斯多福之子，在成人式典禮後遭到德古拉之魂綁架，在被操控的情況下與親父對打，後來其父成功救回其意識。
西蒙‧貝爾蒙多（シモン・ベルモンド）
初登場作品：惡魔城（白夜協奏曲為Boss Rush專用角色）
力量、健康最接近先祖拉爾夫的人，把力量恢復到顛峰之前的德古拉打入絕望谷底的英雄。
後來第一次對決時德古拉死前對他下了詛咒，但在謎樣的女性的指點下；成功破除詛咒並再次打倒德古拉。
於月風魔傳和惡魔城 白夜協奏曲中有著模擬西蒙姿態的敵人─死門出現在玩家面前。（日文中西蒙和死門同音）
配音：鈴村健一（惡魔城 審判）、石川英郎（夢幻TV 世界格鬥）
吉斯特‧貝爾蒙多（ジュスト・ベルモンド）
登場作品：惡魔城 白夜協奏曲
西蒙之孫，由於體內貝爾南堤斯一族血液的覺醒，有著能將魔導書和副武器結合的強大戰鬥力。
配音：大水忠相（惡魔城 白夜協奏曲）
里希達‧貝爾蒙多（リヒター・ベルモンド）
登場作品：惡魔城X 血之輪迴、惡魔城XX、惡魔城X 月下夜想曲、惡魔城 迷宮迴廊（吸血鬼殺手的記憶）、惡魔城X年代記
B型，有著強烈正義感的熱血漢，討厭歪曲和虛偽。被稱為最強的吸血鬼獵人，有者解放副武器的祕密力量之能力，稱為「副武器粉碎」。
於1792年打倒德古拉的4年後卻被復活的夏福特所操縱，後來自責其失態，將吸血鬼一族交與艾卡多，將它託付於莫理斯一族。
非貝爾蒙多一族的莫理斯一族若想解放吸血鬼殺手的真正力量，就必須透過利卡德一族來戰勝身為持有吸血鬼殺手的最強者─里希達的幻影。
配音：堀川仁（惡魔城X 血之輪迴）、梁田清之（惡魔城X 月下夜想曲、惡魔城X年代記）
〈戴斯摩德‧貝爾蒙多〉（デスモンド・ベルモント）
登場作品：惡魔城 影之命令
貝爾蒙多一族後裔。
〈朵瑞斯‧貝爾蒙多〉（ドロレス・ベルモント）
登場作品：惡魔城 影之命令
戴斯摩德‧貝爾蒙多之妹。
〈柔伊‧貝爾蒙多〉（ゾーイ・ベルモント）
登場作品：惡魔城 影之命令
戴斯摩德‧貝爾蒙多之姊。
〈維克托‧貝爾蒙多〉（ビクター・ベルモンド）(沒採用)
登場作品：惡魔城 蘇生的水
貝爾蒙多一族後裔，活躍於1800年代。
尤里烏斯‧貝爾蒙多（ユリウス・ベルモンド）
登場作品：惡魔城 曉月圓舞曲、惡魔城 蒼月十字架
貝爾蒙多一族的後裔，於1999年8月11日在白馬神社神主及艾卡多等人的協助下，利用當天在日全蝕的機會完全消滅德古拉。並以自己的記憶和吸血鬼殺手做為代償，將德古拉的力量與魂分開；且把惡魔城封印在日全蝕之中，之後以J為名。
最終在2035年時取回了記憶和吸血鬼殺手。
配音：龍谷修武（惡魔城 曉月圓舞曲）、稻田徹（惡魔城 蒼月十字架）
〈西蒙‧貝爾蒙多〉（シモン・ベルモンド）
登場作品：惡魔城 闇影主宰 宿命魔鏡
特雷沃和賽法的兒子，由於父親討伐德古拉從此未歸；母親也在魔物襲擊村莊時為了保護他而死，從小就失去了雙親。失去一切的他被瓦拉幾亞的戰士所收養，成長後的西蒙決定為雙親復仇而討伐德古拉。
雖然在討伐德古拉時有與變為吸血鬼艾卡多的生父特雷沃相遇，但是雙方並沒有相認。
〈維克托‧貝爾蒙多〉（ビクター・ベルモンド）(闇影主宰)
登場作品：惡魔城 闇影主宰 2
貝爾蒙多一族後裔，光明教團最後的生還者，一直防範德古拉（加百列‧貝爾蒙多）再臨，活躍於2057年。

#### 莫理斯一族
昆西・莫理斯（キンシー・モリス）
登場作品：無（名字僅出現設定年表上）/ 原作小說《德古拉》，但於1992年基努李維所主演的吸血鬼（Bram Stoker's Dracula）露面，劇中通稱德州牛仔
以原作小說《德古拉》為藍本，於1897年打倒復活的德古拉，並於同年因吸血鬼殺手所造成的副作用去世。
以本傳計首位非貝爾蒙多出身的吸血鬼殺手使用者，也是因使用者非貝爾蒙多家族而出現生命縮短副作用的首例。
強尼‧莫理斯（ジョニー・モリス）
登場作品：VAMPIRE KILLER
美國德克薩斯州出身的吸血鬼獵人。由於過度使用加上未能完全解放吸血鬼殺手所造成的副作用讓他的生命縮短，為了不使喬納森重導覆轍；而不將使用吸血鬼殺手真正力量的方法教授給他，於1944年前去世。
喬納森‧莫理斯（ジョナサン・モリス）
登場作品：惡魔城 迷宮迴廊
強尼之子，是個絕對會遵守與別人約定的熱血漢，口頭禪是「沒問題」。
對於父親不將使用吸血鬼殺手真正力量的方法給他一事耿耿於懷。最後在利卡德姊妹的協助下，成功的解放了吸血鬼殺手真正力量。
配音：櫻井孝宏（惡魔城 迷宮迴廊）

#### 貝爾南堤斯一族
賽法‧貝爾南堤斯（サイファ・ヴェルナンデス）
登場作品：惡魔城傳說、惡魔城 審判
東正教教會派遣而來的魔法師，平常以長袍著身來掩飾身為女性的身分；於和德古拉黑暗軍團的戰鬥中落敗，而被變成了石像。在消滅德古拉後，與拉爾夫‧C‧貝爾蒙多共結連理。
在惡魔城X 月下夜想曲和惡魔城 迷宮迴廊中有殭屍偽裝而成的賽法出現在玩家面前。
配音：小清水亞美（惡魔城 審判）
〈貝爾南堤斯一族的戰士/卡米拉‧貝爾南堤斯〉（ヴェルナンデスの戦士）
登場作品：惡魔城 默示錄
與德古拉戰鬥之際落敗而成為吸血鬼，受雅克托麗潔的控制與凱莉兵刃相向。雖與凱莉同是貝爾南堤斯一族，但雙方素未謀面；當初開發時將其設定為賽法‧貝爾南堤斯本人，不過由於設定產生了矛盾而將其設定取消，僅在原聲曲CD上還留下了賽法之名，於美版被正名為卡米拉‧貝爾南堤斯，日版只顯示貝爾南堤斯一族的戰士。
〈凱莉‧賀南迪茲〉（キャリー・ヴェルナンデス）
登場作品：惡魔城 默示錄、惡魔城 默示錄外傳
繼承魔導一族─貝爾南堤斯（姓氏因為語言產生變化而導致發音有些差異）血液的少女。在母親被魔物殺害時，體內隱藏的貝爾南堤斯血液因而覺醒，身高142公分。
配音：Bianca Allen（惡魔城 默示錄）、（惡魔城 默示錄外傳）
洋子‧貝爾南堤斯（ヨーコ・ヴェルナンデス）
登場作品：惡魔城 曉月圓舞曲、惡魔城 蒼月十字架
貝爾南堤斯一族後裔，與彌那的感情十分良好；和有角幻也熟識，對於尤里烏斯老是忽視她感到不滿。
配音：高梁碧-舊藝名高橋裕子（惡魔城 曉月圓舞曲）、（惡魔城 蒼月十字架）

#### 利卡德一族
艾利克‧利卡德（エリック・リカード）
登場作品：VAMPIRE KILLER、惡魔城 迷宮迴廊、惡魔城 審判
強尼‧莫理斯的知心好友，西班牙人，因其戀人被伊莉莎白‧巴特里玩死而欲復仇，第一個順利使用艾卡多之槍的外人。在迷宮迴廊裡，被吸血鬼布勞爾殺死，其靈魂自願留在惡魔城指導喬納森和夏洛特。
配音：福原耕平（惡魔城 迷宮迴廊）、三瓶由布子（惡魔城 審判）
史黛拉‧利卡德（ステラ・リカード）
登場作品：惡魔城 迷宮迴廊
艾利克‧利卡德的雙胞胎女兒中的姊姊，被布勞爾所誘拐；性格也從莊重變為桀傲不遜，擅长剑和剑魔法的攻击，最後被夏綠蒂淨化而得到解救。
配音：（惡魔城 迷宮迴廊）
羅蕾塔‧利卡德（ロレッタ・リカード）
登場作品：惡魔城 迷宮迴廊
艾利克‧利卡德的雙胞胎女兒中的妹妹，被布勞爾所誘拐；就外觀而言，比姊姊要來得俗氣，性格同樣桀傲不遜，但原本個性也是十分莊重的，擅长强大的冰类魔法攻击，最後被夏綠蒂淨化而得到解救。
配音：（惡魔城 迷宮迴廊）

#### 教會組織
夏諾雅（シャノア）
登場作品：惡魔城 被奪走的刻印、惡魔城 審判
組織所屬的女性戰士，童年時被組織撿到，以消滅「德古拉的王牌」的身分養育著。
配音：桑島法子（惡魔城 被奪走的刻印）、（惡魔城 審判）
艾伯斯（アルバス）
登場作品：惡魔城 被奪走的刻印
組織所屬的主席研究員，童年時亦被組織撿到，作為「統治者」的適合者身分養育著。雖然自己操縱刻印的能力不足，但是因為他發現操縱「統治者」會對使用者產生傷害，為保護夏諾雅，仍然強行要求巴洛承諾讓他成為「統治者」的使用者。巴洛違背承諾之後他大為震怒，打斷刻印吸收儀式，奪走「統治者」並自己研究操縱的辦法。不料在「統治者」的德古拉魔力影響下卻失去了自我，最後奉獻自己的靈魂來拯救夏諾雅。
配音：關俊彥（惡魔城 被奪走的刻印）

#### 其他
古蘭特・達納斯提（グラント・ダナスティ）
登場作品：惡魔城傳說、惡魔城 審判
特蘭西瓦尼亞最敏捷的男人，能夠停留在牆壁和天花板上；於和德古拉黑暗軍團的戰鬥中落敗，而被變成了醜陋的魔物。在消滅德古拉後，決心振興荒廢的街道。
在惡魔城X 月下夜想曲和惡魔城 迷宮迴廊中有殭屍偽裝而成的古蘭特出現在玩家面前。
配音：小野坂昌也（惡魔城 審判）
瑪莉亞‧里納德（マリア・ラーネッド）
初登場作品：惡魔城X 血之輪迴
里希達在討伐德古拉途中救助的小女孩，充滿著與貝爾南堤斯家不同系統的大量魔力，可以呼喚一些小動物作攻擊。
配音： 鐵炮塚葉子（惡魔城X 血之輪迴）、橫山智佐（惡魔城X 月下夜想曲）、石毛佐和（惡魔城X年代記）、松來未祐（惡魔城 審判）
〈莫理斯‧伯德溫〉（モーリス・ボールドウィン）
登場作品：惡魔城 月輪
1820年與尼森雙親一同封印德古拉的吸血鬼獵人，在卡蜜拉將德古拉復活後被當作活祭品。
〈修‧伯德溫〉（ヒュー・ボールドウィン）
登場作品：惡魔城 月輪
莫理斯之子，尼森的師兄。對於自己並非吸血鬼殺手的繼承者感到不滿，因這負面情感而被德古拉所操縱。
〈尼森‧葛雷布茲〉（ネイサン・グレーブズ）
登場作品：惡魔城 月輪
雙親同為吸血鬼獵人，於1820年封印德古拉之際去世。之後成為莫理斯的第二弟子，繼承了吸血鬼殺手。
〈柯涅爾〉（コーネル）
登場作品：惡魔城 默示錄外傳、惡魔城 審判
為了拯救被誘拐的妹妹艾達而前往惡魔城的人狼族青年，有著「蒼色眉月」的綽號。
由於有著獸人之血的緣故，在於格鬥術方面可稱作無敵；除此之外，由於修行1年的緣故，解放了封印而能夠獸化。
配音：John Nuzzo（惡魔城 默示錄外傳）、小西克幸（惡魔城 審判）
〈亨利〉（ヘンリー）
登場作品：惡魔城 默示錄外傳
幼年時因為父親而迷失在狂亂的世界，柯涅爾將其救出，之後成為東正教所屬的士兵。
配音：Takashi Bratcher（少年時代、惡魔城 默示錄外傳）
〈米哈爾‧修奈特〉（ミハイル・シュナイダー）
登場作品：惡魔城 默示錄（只有名字在遊戲中出現）
萊因哈特‧修奈特之父，有著貝爾蒙多一族的血液。
〈萊因哈特‧修奈特〉（ラインハルト・シュナイダー）
登場作品：惡魔城 默示錄、惡魔城 默示錄外傳
於父親死後的10年間在故鄉中的瓦拉幾亞森林內修行，抱持著若是吸血鬼不抵抗便不與其對戰的主義，身高183公分。
配音：Andrew Hankinson（惡魔城 默示錄外傳）
〈查理‧文森〉（チャーリー・ビンセント）
登場作品：惡魔城 默示錄
自稱最強的吸血鬼獵人。以研究吸血鬼第一人聞名於世，為了表現長久以來的研究而闖入惡魔城；擅長以聖水攻擊，身高175公分。
夏洛特‧歐琳（シャーロット・オーリン）
登場作品：惡魔城 迷宮迴廊
喬納森‧莫理斯的青梅竹馬，年僅16歲的天才魔法使，對於旁人常將她當作小孩子看待感到不滿。
配音：嘉數由美（惡魔城 迷宮迴廊）
〈吸血鬼獵人〉（ヴァンパイア・ハンター）
登場作品：惡魔城 THE ARCADE
以手上的神聖之鞭消滅惡魔的戰士。
〈淑女槍手〉（レディ・ガンナー）
登場作品：惡魔城 THE ARCADE
來自東方的流浪女槍手，可以無視距離的擊中目標。
〈小女巫〉（リトル・ウィッチ）
登場作品：惡魔城 THE ARCADE
追求究極之力的年輕天才魔法師，擅長炎、水、風的魔法。
〈Roland de Ronceval〉
登場作品：惡魔城 闇影主宰 2
於1547年率領全光明教團圍剿加百列‧貝爾蒙多，光明教團被全滅後與加百列‧貝爾蒙多同歸於盡，令加百列‧貝爾蒙多失去德古拉之力並惡魔城全毀。

### 夜之一族

#### 闇之眷屬
德古拉（ドラキュラ）
初登場作品：惡魔城
君臨黑暗的帝王，原本為十字軍中的天才軍師馬提亞斯・克洛克維斯特（マティアス・クロンクビスト），但在凱旋歸來的某一日，他卻得到妻子去世的噩耗。為此他怨恨上帝，發誓要成為魔王對祂復仇；在吸收瓦爾特‧貝恩哈特的魂之後，成為吸血鬼，改名弗拉德‧戴普斯(ヴラド・ツェペシュ)─即德古拉。而在第二任妻子─莉莎的死去，更使得他對人類充滿著憎恨；指揮著黑暗大軍，蹂躪著歐洲。於1999年中，以恐怖大王之名降臨，隨後遭到尤里烏斯‧貝爾蒙多及艾卡多等人聯手擊敗；魂和魔王之力被分割，城堡則被封印在日全蝕之中。
配音：若本規夫（惡魔城X年代記）、（惡魔城X 月下夜想曲）、（惡魔城 迷宮迴廊）、（惡魔城 被奪走的刻印）、大場真人（惡魔城 闇之咒印）、川村拓央（惡魔城 白夜協奏曲）、石丸博也（惡魔城X 血之輪迴）、風間信彦（惡魔城 無罪的嘆息）、中田讓治（惡魔城 審判）
〈馬魯斯〉（マルス）
登場作品：惡魔城 默示錄
被德古拉所綁架，因而記憶喪失的少年，但其真實身分乃德古拉所偽裝。
有要與凱莉結婚的發言，身高135公分。
配音：Harald Gjerd（惡魔城 默示錄）
來須蒼真
登場作品：惡魔城 曉月圓舞曲、惡魔城 蒼月十字架
18歲的高中生，在2035年的日全蝕騷動當中，發現自己是德古拉轉世的事實，擁有德古拉的魔力之一─「支配之力」。他並不想再次回歸魔王，但於敗給混沌意識或對於賽莉亞‧佛特娜假裝殺死白馬彌那的強烈憎恨下，將使德古拉再度降臨在這個世界上。
蒼真為希臘文σόμα之漢字譯寫，意為軀體。來須為西班牙文Cruz之漢字譯寫，意為十字架。
配音：綠川光（惡魔城 曉月圓舞曲）、（惡魔城 蒼月十字架）
艾德烈‧菲倫海斯‧戴普斯／艾卡多（アドリアン・ファーレンハイツ・ツェペシュ/アルカード）
初登場作品：惡魔城傳說
德古拉之子，因看不慣父親殘酷的作為加上母親的遺言而數度出面阻止德古拉的行動。由於混有人類血液的關係，即使照到陽光也不會化作灰燼；於1999年和尤里烏斯及白馬神社的神主共同消滅德古拉，之後便化名有角幻也於日本特務機關內活動，監視著身為父親轉世的來須蒼真。
在惡魔城 漆黑前奏曲中設定與索妮亞為戀人，因自身的詛咒血液而不得不與索妮雅戰鬥；臨死前表白了自己的心意，索妮亞與其產有一子─即拉爾夫‧C，但此一設定因衝突過大而被刪除。
配音：置鮎龍太郎（惡魔城X 月下夜想曲）、（惡魔城 曉月圓舞曲）、（惡魔城 蒼月十字架）、宮野真守（惡魔城 審判）
瓦爾特‧貝恩哈特（ヴァルター・ベルンハルト）
登場作品：惡魔城 無罪的嘆息
支配著被稱為永遠之夜的森林，誘拐莎拉的吸血鬼。最後被部下之一死神所背叛，奪走了內藏吸血鬼之力與魂的深紅之石，因而消滅。
配音：岸野幸正（惡魔城 無罪的嘆息）
尤亞希姆・艾姆斯特（ヨアヒム・アルムスター）
登場作品：惡魔城 無罪的嘆息
被瓦爾特變成吸血鬼而成為其部下，擁有取代瓦爾特成為新城主的巨大野心，能夠同時操縱5把劍。
配音：神谷浩史（惡魔城 無罪的嘆息）
伊莉莎白‧巴特里（エリザベート・バートリー）
登場作品：VAMPIRE KILLER
自稱為德古拉姪女的吸血鬼，於300年前被處刑。但在1914年時再度復活，為了讓德古拉復活而在暗地裡挑發了第一次世界大戰。
布勞爾（ブローネル）
登場作品：惡魔城 迷宮迴廊
本為人類畫家，於第一次世界大戰中失去兩個女兒，因此對人類懷著強烈的憎惡感，並因此使其潛在魔力激活成為吸血鬼。用自己充滿魔力的繪畫將惡魔城的魔力分割並據為己有，並將德古拉封印在畫中。被夏綠蒂與喬納森聯手擊敗後，在悲傷中被死神偷襲殺死。
他堅持認為史黛拉和羅蕾塔是自己死去的女兒的轉世，將她們從艾利克身邊奪走變成吸血鬼，盡力愛護著她們。
配音：江川央生（惡魔城 迷宮迴廊）
〈黑暗女公爵〉
登場作品：惡魔城 蘇生的水平
德古拉的情人，趁貝爾蒙多一族沒有力量對抗德古拉時令德古拉復活。目前僅在《惡魔城 蘇生的水平》預告片開頭登場。
〈時間撕裂者〉（タイムリーパー）
登場作品：惡魔城 審判
擾亂時間的流動，企圖使全部的時間洪流毀滅的邪惡存在。其真實身分是加拉莫斯企圖取代德古拉而自一萬年後所召喚來的刺客。
〈蘿拉〉（ローラ）
稱呼卡蜜拉為媽媽的吸血鬼少女，極為好戰，用遊玩的心態對加百列提出西洋棋的挑戰。在《暗影主宰》的附加下載遊戲關卡動畫中，因為她厭倦吸血鬼的吸血生活﹑羨慕人類和死亡的「權利」，主動要求加百列吸取她身上所有的血來為她自己作了結，同時也令加百列成為(「不死之身」的吸血鬼)而進入異界，交代了這外傳中為何使得加百列在一千年後變成「德古拉」出現在古堡，再遇到訪的佐貝克的重要關連﹗加百列自此亦由人類變成吸血鬼﹗
配音：菊地由美（惡魔城 闇影主宰）
〈奧洛克斯〉（オーロックス）
登場作品：惡魔城 闇影主宰
原本住在魔界的惡魔兄弟之兄，遇見卡蜜拉後為其魅力所吸引；成為吸血鬼的軍團長，發誓永遠效忠於她。
配音：山口太郎（惡魔城 闇影主宰）
〈布羅那〉（ブローナー）
登場作品：惡魔城 闇影主宰
原本住在魔界的惡魔兄弟之弟，與奧洛克斯同樣為吸血鬼軍團長並效忠於卡蜜拉，他們的鮮血是開啟女王之間的鑰匙。
配音：山口太郎（惡魔城 闇影主宰）
〈芭芭雅嘎〉（ババ・ヤーガ）
登場作品：惡魔城 闇影主宰
帶著歪斜飾品的年老魔女，利用加百列取回音樂盒中的青玫瑰，有一瞬間變回年輕時的模樣。
配音：小林優（惡魔城 闇影主宰）
〈撒旦〉（サタン）
登場作品：惡魔城 闇影主宰、惡魔城 闇影主宰2
在背後操縱一切的黑幕，過去是居住於天界的天使；可是卻妄圖以力量支配人類，而被自天界逐出，化為墮落天使。
從此之後憎恨著上帝，為了再度回到天界並打倒祂；利用著闇影主宰的力量，從而獲得了能超越上帝的力量─神之面具。
配音：杉田智和（惡魔城 闇影主宰）
蕾莎·沃爾科娃（Raisa Volkova）
登場作品：惡魔城 闇影主宰2
撒旦之女，密謀令撒旦重回人間。
〈Nergal Meslamstea〉
登場作品：惡魔城 闇影主宰2
撒旦之子，密謀令撒旦重回人間。
〈Guido Szandor〉
登場作品：惡魔城 闇影主宰2
撒旦之子，撒旦教首領，成功令撒旦重回人間。
名字出自美國撒旦教創始人安東·拉維（Anton Szandor LaVey）。

#### 德古拉的部下
死神（デス）
初登場作品：惡魔城
德古拉最忠誠的部下，對他發誓永遠效忠。
配音：佐藤正治（惡魔城 無罪的嘆息、惡魔城 闇之咒印、惡魔城X 月下夜想曲）、川村拓央（惡魔城 白夜協奏曲）、德山靖彦（惡魔城 迷宮迴廊）、鈴木賢（惡魔城 被奪走的刻印）、坂口候一（惡魔城 審判）
傑亞德（ゼアド）
登場作品：惡魔城 闇之咒印、角子機 惡魔城、角子機 惡魔城II
淨化著蔓延於歐洲之德古拉的詛咒，自瓦拉幾亞前來的神父；提供海克特打倒伊薩克的情報，但是其真實身分乃是德古拉的部下─死神。
配音：堀之紀（惡魔城 闇之咒印）
夢魔（サキュバス）
登場作品：惡魔城 無罪的嘆息、惡魔城X 月下夜想曲、角子機 惡魔城、角子機 惡魔城II
被德古拉的魅力所吸引著的女性惡魔，其他作品多以一般雜兵出現。
配音：北浜晴子（惡魔城 無罪的嘆息）、深見梨加（惡魔城X 月下夜想曲）
海克特（ヘクター）
登場作品：惡魔城 闇之咒印、角子機 惡魔城
德古拉旗下的兩大惡魔精練士之一，因人間道德跟理念，暗地走人而背叛德古拉，後來其戀人被前同僚以情報操作手法，被人間社會處以魔女處刑手段而死，抱著復仇之心回到惡魔城討伐前同僚。
配音： 吉水孝宏（惡魔城 闇之咒印）
艾薩克（アイザック）
登場作品：惡魔城 闇之咒印、角子機 惡魔城
德古拉旗下的兩大惡魔精鍊士之一，對於海克特背叛德古拉一事感到非常不滿；最後以自身為祭品，使其主成功復活。
配音：遠藤守哉（惡魔城 闇之咒印）
奧洛克（オルロック）
登場作品：惡魔城X 月下夜想曲
上級吸血鬼，德古拉因信任其能力；故將正城交由他來支配。
名字出自電影《不死殭屍—恐慄交響曲》。
加拉莫斯（ガラモス）
登場作品：惡魔城X 月下夜想曲
君臨逆城，覬覦著德古拉魔王王座的魔神，支配魔界的計畫已規畫了10,000年。
曉月圓舞曲中有著同樣名稱的「魂」登場。
卡蜜拉（カーミラ）
登場作品：惡魔城X 血之輪迴、惡魔城XX、惡魔城X年代記、惡魔城 月輪、惡魔城 審判
有著名為拉烏拉的格鬥術高手部下的上級吸血鬼，迷戀著德古拉。在惡魔城XX和惡魔城X年代記中的某種情況下；安妮特將被死神控制而被卡蜜拉所附身，成為她的一部分。
外傳中有同名的上級吸血鬼登場，她想藉由儀式將德古拉復活，是否是同一人物則不得知。
配音：大原沙耶香（惡魔城 審判）
〈雷諾〉（レノン）
登場作品：惡魔城 默示錄、惡魔城 默示錄外傳
有著紳士態度的惡魔，經由契約書可以和他購買商品。但是一旦過了某種金額，他將會前來收割玩家的靈魂…
〈吉魯多雷〉（ジルドレ）
登場作品：惡魔城 默示錄、惡魔城 默示錄外傳
與死神和雅克托麗潔共同謀策使德古拉復活的吸血鬼，於默示錄中以德古拉的影武者之身分活躍。
〈雅克托麗潔〉（アクトリーセ）
登場作品：惡魔城 默示錄、惡魔城 默示錄外傳
與死神和雅克托麗潔共同謀策使德古拉復活的魔女。原本只是個普通的人類，但為了讓自己永遠青春美麗而出賣靈魂，是個會將自己的孩子當作祭品的殘忍人物。
〈歐爾德烈〉（オルドレー）
登場作品：惡魔城 默示錄外傳
亨利之父，惡魔城別館的館主。當年受到吉魯多雷和雅克托麗潔唆使而化為吸血鬼。
〈奧魯戴卡〉（オルドレー）
登場作品：惡魔城 默示錄外傳
柯涅爾的青梅竹馬，視柯涅爾為宿敵的狼人戰士。
多蘿蒂雅‧茜黛絲（ドロテア・ツェンテス）
登場作品：VAMPIRE KILLER
伊莉莎白的部下，外表如同魔女般的謎樣老婆婆，操縱魔物阻撓強尼和艾利克。

#### 墮入闇中的人們
夏福特（シャフト）
登場作品：惡魔城X 血之輪迴、惡魔城X 月下夜想曲、惡魔城X年代記
詛咒著世界，追求破壞與混沌的黑暗神官。
1792年將德古拉復活之後，被里希達所打倒；但並未完全消滅，以意識體的方式殘留於世界上。
之後更操縱里希達，企圖再使德古拉復活；在被艾卡多打倒之刻，以自己本身作為祭品，讓德古拉成功復活。
巴洛（バーロウ）
登場作品：惡魔城 被奪走的刻印
教會組織創立者，長年研究刻印。成功的作出了究極的刻印─「統治者」。在長年的研究過程中，認為德古拉會一再復活的原因是因為人類渴望著由他來支配，最後自願犧牲自己來解放德古拉。
配音：石井康嗣（惡魔城 被奪走的刻印)
葛拉漢姆‧瓊斯(グラハム・ジョーンズ)
登場作品：惡魔城 曉月圓舞曲
新興邪教的教主，由於在德古拉滅亡的同年同月同日中誕生；深信自己是德古拉的轉世，擁有德古拉魔力的一部分。
名字出自美國基督教新教福音派佈道家葛培理（William Franklin Graham），而姓氏則出自美國人民聖殿教的創始人吉姆·瓊斯（Jim Jones）。
配音：稻田徹（惡魔城 曉月圓舞曲）
達利歐‧伯希（ダリオ・ボッシ）
登場作品：惡魔城 蒼月十字架
在德古拉滅亡的同年同月同日中誕生。
魔王候補的一人，擁有操縱火焰的魔王之力；渴望著破壞，希望藉著魔王之力在世界各處縱火。
於普通結局中因無法完全操縱與其融合的惡魔─阿耆尼的力量而自滅，在其他結局中因力量被剝奪，失去戰意而逃走，行蹤不明。
配音:藤本たかひろ（惡魔城 蒼月十字架）
德米特利‧布里諾弗（ドミトリー・ブリノフ）
登場作品：惡魔城 蒼月十字架
在德古拉滅亡的同年同月同日中誕生。
魔王候補的一人，擁有拷貝魔力的魔王之力，被稱之為「鏡之德米特利」。
曾於中盤被蒼真打倒一次，在那同時將魂魄與肉體分開；附身在蒼真身上而拷貝了支配之力，但無法操縱如此多魔物的魂，反被吞噬成為醜陋的魔物綜合體─梅納斯。
配音:金子英彦(惡魔城 蒼月十字架)
賽莉亞‧佛特娜（セリア・フォルトゥナ）
登場作品：惡魔城 蒼月十字架
新興邪教的教主，實際身分是黑暗神官，擁有召喚魔物的能力，最後被德米特利殺死。
配音：鹽山由佳（惡魔城 蒼月十字架）
〈羅漢‧克勞茲〉（ロハン・クラウズ）
登場作品：惡魔城 影之命令
邪教組織─命令的領導者，企圖復活德古拉並與他訂立契約成為吸血鬼。
〈加百列‧貝爾蒙多〉（ガブリエル・ベルモンド）
登場作品：惡魔城 闇影主宰、惡魔城 闇影主宰 宿命魔鏡、惡魔城 闇影主宰 2
數年前在還是嬰兒的情況下被扔棄在光明教團前，謠傳是當地有錢的地主-克洛克維斯特家的私生子，之後被教團賦予現在的名字(加百列是教名，而貝爾蒙多則是地名)。雖然在武術上面達到了光明教團古今無比的地步，可是精神面上並不穩定，這種情形在愛妻瑪麗死後更加嚴重。
使用著里納爾多・甘道菲所製，有著吸血鬼殺手異名的戰鬥十字架進行戰鬥。
為了使瑪麗復活，尋找著名為闇影主宰；一種能使死者復活的力量，但是獲得了那力量的加百列終究還是無法達成願望。之後更因為某個原因化為吸血鬼，渡過了1000年受詛咒的漫長歲月，成為君臨黑暗者德古魯─亦即是德古拉。
配音：藤原啓治（惡魔城 闇影主宰）
〈特雷沃‧貝爾蒙多〉（トレバー・ベルモンド）
登場作品：惡魔城 闇影主宰 宿命魔鏡、惡魔城 闇影主宰2
加百列和瑪麗的兒子，從小就被光明教團帶走並培育成戰士；光明教團並灌輸他母親是被德古拉所殺的念頭，而最後留下妻子賽法和兒子西蒙前往討伐德古拉。然而在與德古拉戰鬥落敗即將死去時，被得知一切事情的德古拉轉變為吸血鬼而活了下去，並改名為艾卡多。
〈卡蜜拉・克洛克維斯特〉（カーミラ・クロンクヴィスト）
登場作品：惡魔城 闇影主宰、惡魔城 闇影主宰2
支配吸血鬼族的女王，闇影主宰之一的吸血鬼首領。
過去自光明教團那裡獲得了天使之羽，不過在長期的濫用下已無法發揮它原本的力量。
最初在由卡蜜拉持有的惡魔城被加百列殺死，在一千年後不明原因在由加百列持有的惡魔城復活，最後被加百列奪走霧化能力後再次被加百列殺死。
原為光明教團三人創始者之一，後墮落為闇影主宰。
配音：桑島法子（惡魔城 闇影主宰）
〈佐貝克〉（ゾベック）
登場作品：惡魔城 闇影主宰、惡魔城 闇影主宰2
光明教團的戰士，外表看似垂垂老矣；但其實有著卓越的戰鬥技巧，善長使用長劍。
秘密的追蹤著加百列，並且協助著他尋找闇影主宰的線索。
但是，他的真實身分卻是統御著死者的魔術師─死靈術師首領；同時也是闇影主宰之一，他厭惡著過去闇影主宰彼此之間締結的停戰協定；欲將其他2人所有的力量收為己用，獲得能與神匹敵之力。為此，他將加百列作為棋子般利用；先是在最初時殺死了瑪麗，之後又借加百列之手除去其他2人；最後成功的得到了所有的闇影主宰之力，不過卻在同一時刻被突然現身的撒旦用火燒成灰燼而死。
而在沒有被撒旦殺死的情況下，出現在一千年後成為德古拉的加百列面前；帶來撒旦將再度出現在他面前，並且說明有著能讓他自這受詛咒的命運中解放的方法後消失在人群裡。
原為光明教團三人創始者之一，後墮落為闇影主宰。
配音：麥人（惡魔城 闇影主宰）
〈柯涅爾・斯塔貝魯〉（コーネル・スタベル）
登場作品：惡魔城 闇影主宰
狼人之王，闇影主宰之一的狼人首領。
三位闇影主宰中唯一沒在惡魔城 闇影主宰2復活。
原為光明教團三人創始者之一，後墮落為闇影主宰。
配音：銀河萬丈（惡魔城 闇影主宰）

### 其他
里納爾多・甘道菲（リナルド・ガンドルフィー）
登場作品：惡魔城 無罪的嘆息
鍊金術師，5年前與瓦爾特決戰卻落敗。與里昂相會之前便認識馬提亞斯，將鍊金術之鞭託付於里昂。
配音：柴田秀勝（惡魔城 無罪的嘆息）
莎拉‧特蘭托爾（サラ・トラントゥール）
登場作品：惡魔城 無罪的嘆息
里昂‧貝爾蒙多的未婚妻，雖是富家之女，卻毫無絲毫驕縱。被瓦爾特所綁架，之後更不幸的被吸血鬼所同化；在尚保有意識之前要求里昂殺了她，進而使貝爾蒙多一族的最強武器─吸血鬼殺手誕生。
配音：冬馬由美（惡魔城 無罪的嘆息）
伊莉莎貝塔・克洛克維斯特（エリザベータ・クロンクビスト）
登場作品：惡魔城 無罪的嘆息（只有名字在遊戲中出現）
馬提亞斯・克洛克維斯特的妻子，於1093年去世。
莉莎‧菲倫海斯（リサ・ファーレンハイツ）
登場作品：惡魔城X 月下夜想曲（夢魔偽裝）
德古拉的第二任妻子，艾卡多之母。因為研究醫藥知識而被誤認為魔女，被處以火刑而死；臨死前要艾卡多別憎恨人類，也託付他將她永遠深愛著德古拉一事轉告給德古拉。
因為此一事件的緣故，德古拉永遠不原諒人類。
配音：深見梨加（惡魔城X 月下夜想曲）
茱莉亞‧拉佛蕾茲（ジュリア・ラフォレーゼ）
登場作品：惡魔城 闇之咒印、角子機 惡魔城II
艾薩克之妹，容貌與羅莎莉相似。
配音：藤野とも子（惡魔城 闇之咒印）
羅莎莉（ロザリー）
登場作品：惡魔城 闇之咒印（只有名字在遊戲中出現）
海克特的戀人，受艾薩克的情報操作的影響，死於魔女審判。
聖傑爾曼（サンジェルマン）
登場作品：惡魔城 闇之咒印、角子機 惡魔城、角子機 惡魔城II
戴著大禮帽的謎樣紳士，對於海克特追逐伊薩克一事提出忠告；擁有操縱時間的能力，預言了「海克特打倒伊薩克後，德古拉將會復活」。
於結局中，說出「前往觀看德古拉與人類間的最後一戰」的發言後離去。而德古拉與人類間的最後一戰為距離闇之呪印520年後，1999年尤里烏斯討伐德古拉一事。
人物造型、名稱取自於現實歷史的一位傳奇人物，聖日爾曼伯爵
配音：大平透（惡魔城 闇之咒印）
〈安潔拉〉（アンジェラ）
登場作品：角子機 惡魔城、角子機 惡魔城II
在身上各處會浮出龍之紋章等數種紋章的女舞者。
於角子機 惡魔城II中會受到德古拉黑暗力量的影響化身為黑暗安潔拉（ダークアンジェラ），簡稱為D.A.並與拉爾夫對立。
賽蓮娜（セレナ）
登場作品：鬧鬼之城
西蒙‧貝爾蒙多的未婚妻，於結婚典禮中被德古拉綁架。
謎之女性（謎の女性）
登場作品：惡魔城II 詛咒的封印（只有在遊戲說明書中出現）
告知西蒙解除詛咒的方法的謎樣女子。
馬克西姆‧昆西（マクシーム・キシン）
登場作品：惡魔城 白夜協奏曲
吉斯特的朋友，昆西流武術的高手。
内心有著嫉妒吉斯特的一面，於修行途中被德古拉的亡魂趁虛而入，進而控制其心靈…
配音：川村拓央（惡魔城 白夜協奏曲）
莉蒂‧艾爾蘭潔（リディー・エルランジェ）
登場作品：惡魔城 白夜協奏曲
吉斯特和馬克西姆所仰慕的對象，是兩人之間的和事佬。
配音：小林沙苗（惡魔城 白夜協奏曲）
〈艾達〉（エイダ）
登場作品：惡魔城 默示錄外傳
柯涅爾之妹，被當作德古拉復活時所需的祭品而遭綁架至惡魔城。
〈梅雅莉〉（メアリー）
登場作品：惡魔城 默示錄外傳
亨利之母，對於丈夫成為吸血鬼一事恐懼到甚至考慮自殺。
〈羅潔〉（ローゼ）
登場作品：惡魔城 默示錄
女性吸血鬼，成為吸血鬼的日子並不長；哀嘆著有著濃厚信仰心的自己卻變成了吸血鬼，身高160公分。
〈半魚人〉（リザードマン）
登場作品：惡魔城 默示錄
原本是普通人類，因受詛咒而變為半魚人；提供萊因哈特與凱莉解謎的情報。
安妮特‧里納德（アネット・ラーネッド）
登場作品：惡魔城X 血之輪迴、惡魔城XX、惡魔城X年代記
里希達的戀人，A型的剛強女子；厭惡扭曲的事情，溫柔的對待著所有人，受眾人仰慕。
配音：本田あつ子（惡魔城X 血之輪迴）、大原沙耶香（惡魔城X年代記）
提拉（テラ）
登場作品：惡魔城X 血之輪迴、惡魔城X年代記
熱情的教會修女，被德古拉所綁架。
配音：村田博美（惡魔城X年代記）
伊莉絲（イリス）
登場作品：惡魔城X 血之輪迴、惡魔城X年代記
很會照顧病患的醫生女兒，被德古拉所綁架。
配音：安田亜紀江（惡魔城X年代記）
謎之商人（謎の商人）
登場作品：惡魔城 白夜協奏曲
在惡魔城裡進行買賣的怪異商人，吉斯特‧貝爾蒙多平常很受他的照顧。
配音：川村拓央（惡魔城 白夜協奏曲）
渡船者（渡し守/船頭）
登場作品：惡魔城X 月下夜想曲
於地下水路中替艾卡多帶路，惡魔城II 詛咒的封印、惡魔城XX和惡魔城X年代記中有說著同樣台詞的渡船者出現。
配音：佐藤正治（惡魔城X 月下夜想曲）
圖書館之主（図書館の主）
登場作品：惡魔城X 月下夜想曲
管理正城圖書館，極為貪戀金錢；原本拒絕給予艾卡多協助，但在金錢誘惑下而答應。
配音：佐藤正治（惡魔城X 月下夜想曲）
尼可萊（ニコラエ）
登場作品：惡魔城 被奪走的刻印
威格爾村的神父，聽到神的指示，開闢荒地建造了村子。
配音：鈴木賢（惡魔城 被奪走的刻印）
雅各（ヤコブ）
登場作品：惡魔城 被奪走的刻印
原行商，目前定住於威格爾村。
亞伯蘭（アヴラム）
登場作品：惡魔城 被奪走的刻印
由於在故鄉中犯了竊盜罪而逃亡，在快餓死時為尼可拉耶所搭救；因而改過自新，現在在尼可拉耶的底下見習成一名藥師。
蘿拉（ローラ）
登場作品：惡魔城 被奪走的刻印
雕金師，因為塔羅牌的占卜前來威格爾村，相信自己會在這裡一定有什麼理由；獨身，認為「命運中的那人有一天終會出現」。
歐根（オイゲン）
登場作品：惡魔城 被奪走的刻印
鐵匠，過去尼可拉耶曾救了他，因此跟隨著尼可拉耶。有很長建築技術經驗，村中的建築都由他建造；50歲還保有令人意想不到的體格，以及沉默而笨拙的個性。
伊翁（イオン）
登場作品：惡魔城 被奪走的刻印
廚師，因為在都市中客人都不來光顧，為了尋找沒有競爭對手的地方而來到村子。有著「不論是什麼東西都能作成料理給你看！」的口頭禪，根本不在意料理材料以及味道如何。
馬塞爾（マルセル）
登場作品：惡魔城 被奪走的刻印
新面孔，為了怪物騷動的傳聞前來的記者。
喬治（ゲオルグ）
登場作品：惡魔城 被奪走的刻印
憧憬德古拉傳說，逗留於此的音樂家，做出來的曲子都讓人不舒服。
塞爾吉（セルジュ）
登場作品：惡魔城 被奪走的刻印
艾莉娜的兒子，雅娜的哥哥。表面上討厭愛哭鬼妹妹，實際上卻很關心她。
安娜（アナ）
登場作品：惡魔城 被奪走的刻印
艾莉娜的女兒，賽爾裘的妹妹。有著強烈的靈感體質，能夠和貓對話。養有一隻叫湯姆(トム)的貓。
艾莉娜（イリナ）
登場作品：惡魔城 被奪走的刻印
塞爾吉和安娜的母親。
摩妮卡（モニカ）
登場作品：惡魔城 被奪走的刻印
裁縫師，在兩親死後來到村子裡，個性開朗但沒有自信。
配音：庄司宇芽香（惡魔城 被奪走的刻印）
丹尼拉（ダニエラ）
登場作品：惡魔城 被奪走的刻印
不知道什麼時候已經定居在村子內的老婆婆。
文森‧德利安（ヴィンセント・ドリン）
登場作品：惡魔城 迷宮迴廊
教會派遣來協助喬納森的神父，對地方教會財政的据拮感到煩惱。
配音：德山靖彦（惡魔城 迷宮迴廊）
哈瑪（ハマー）
登場作品：惡魔城 曉月圓舞曲、惡魔城 蒼月十字架
原陸軍軍人，於2035年的日全蝕騷動後退伍，迷戀著洋子。
配音：稻田徹（惡魔城 曉月圓舞曲）
白馬彌那
登場作品：惡魔城 曉月圓舞曲、惡魔城 蒼月十字架
蒼真的青梅竹馬，白馬神社的獨生女。
配音：高梁碧（惡魔城 曉月圓舞曲）、（惡魔城 蒼月十字架）
〈艾恩〉（アイオーン）
登場作品：惡魔城 審判
將所有時代裡的強者召喚至「時之狹間」的謎樣人物。
配音：神谷浩史（惡魔城 審判）
〈喬瓦尼〉（ジョヴァンニ）
登場作品：惡魔城 影之命令
里納爾多・甘道菲的後人，協助戴斯摩德等人找到騎士團的藏身之處。
〈瑪麗〉（マリー）
登場作品：惡魔城 闇影主宰
加百列之妻，受到魔物攻擊而死（實為被受佐貝克控制的加百列‧貝爾蒙多殺死）。
配音：井上喜久子（惡魔城 闇影主宰）
〈潘〉（パン）
登場作品：惡魔城 闇影主宰
被稱之為湖的守門人，熱愛和平的古代森林妖精；除了穿上銀製甲冑進行戰鬥外，也會變成老鷹和馬指引加百列。
在加百列受死靈術師首領的詭計，陷入自我欲望而瘋狂時前來阻止時落敗；但是依舊信任著加百列，最後流出散發銀光的鮮血去世。
配音：大塚明夫（惡魔城 闇影主宰）
〈克勞蒂亞〉（クローディア）
登場作品：惡魔城 闇影主宰
狼人族摧毀的亞加魯達街的生還者，身旁有著由她父親所製，名為黑騎士‧石巨人的石巨人守護著她。
無法像一般人的自由說話，只能以特殊的方法來發聲。
配音：小林優（惡魔城 闇影主宰）
〈賽法‧貝爾蒙多〉（サイファ・ベルモンド）
登場作品：惡魔城 闇影主宰 宿命魔鏡
特雷沃的妻子，在魔物襲擊村莊時為了保護西蒙而死。

### 衍生外傳作品
與系列作無關，但人物設定上有著關聯。
德古拉君（ドラキュラくん）
登場作品：惡魔城Special 我是德古拉
德古拉的兒子，有和艾卡多是同一人的說法。
魔王‧加拉莫斯王（魔王ガラモス・キング）
登場作品：惡魔城Special 我是德古拉
德古拉滅亡後，覬覦著魔王王座的怪物，有和加拉莫斯是同一人物的說法。
西蒙‧貝爾蒙多III世（シモン・ベルモンドIII世）
登場作品：科拿米世界
被瓦爾特封印在惡魔城裡，後來由科拿米超人所解救。
續作出現的西蒙‧貝爾蒙多名字後面則無III世字樣。
瓦爾特（ヴァルター）
登場作品：科拿米世界
與無罪的嘆息中的惡魔城城主同名，有兩人是同一人的說法。
皮耶羅‧貝爾蒙多（ピエール・ベルモンド）
登場作品：加油五右衛門~地獄篇~（漫畫，帯ひろ志著）
西蒙‧貝爾蒙多之祖父。
柯柯蘿‧貝爾蒙多（ココロ・ベルモンド）
登場作品：少女瘋狂大射擊X
代替秘密組織G成員衛門‧5的中學一年級女學生，人物資料上說她是尤里烏斯的女兒或是妹妹，擁有名為苦痛之杭的戰鬥騎。

## 內部連結
1. 1 2 3 4 5  森瀨繚、靜川龍宗. . 譯者：王書銘. 奇幻基地. 2010年8月8日: 204–205. ISBN 9789866275166.